# Alfred Möhlenbruch
Alfred Möhlenbruch (* 14. Februar 1912 in Wanne oder Eickel; † 17. Februar 1973 in Hennef) war ein deutscher Mediziner.

## Leben
Alfred Möhlenbruch war der jüngste Sohn aus der Ehe des Bauunternehmers und Forstwirtes Felix Möhlenbruch und seiner Ehefrau Gertrud, geb. Bömer. Er studierte Medizin in Heidelberg, Münster, Kiel und Hamburg. 1938 wurde er mit der Arbeit Ueber Meningitis tuberculosa und Trauma an der Westfälischen Wilhelms-Universität Münster zum Dr. med. promoviert und war als Medizinalassistent sowie Assistenzarzt an der Münsteraner Universitätsklinik tätig. Während des Krieges war er als Chirurg in Kliniken des Ruhrgebietes eingesetzt, zuletzt im Johanniter-Krankenhaus in Oberhausen. Nach Kriegsende bestellte ihn die Alliierte Militärregierung zum Chefarzt des Städtischen Krankenhauses in Siegburg. Zudem war er Sportarzt des Verbandes der Reit- und Fahrvereine Rheinland e.V. in Bonn.
Beim Konklave 1958, an dem am 28. Oktober 1958 Papst Johannes XXIII. gewählt wurde, begleiteten die beiden Siegburger Ärzte Alfred Möhlenbruch und Norbert Zylka den chinesischen Kardinal Thomas Tien Ken-sin, erster (und bis heute einziger) Erzbischof von Peking, der kurz zuvor bei einem Autounfall auf der B 56 zwischen Bonn und Sankt Augustin-Hangelar schwer verletzt worden war.
1967 wurde Alfred Möhlenbruch von Kardinal-Großmeister Eugène Kardinal Tisserant zum Ritter des Ritterordens vom Heiligen Grab zu Jerusalem ernannt und am 29. April 1967 in Münster durch Lorenz Kardinal Jaeger, Großprior der deutschen Statthalterei, in den Päpstlichen Ritterorden investiert.
Alfred Möhlenbruch war verheiratet mit Hildegard, geborene Schüller; aus der Ehe stammen fünf Söhne.

## Ehrungen und Auszeichnungen
- Ernennung zum Komtur des Päpstlichen Ordens des heiligen Gregor des Großen (1958)
- Ritterschlag zum Ritter vom Heiligen Grabe (1967)

## Schriften
- Ueber Meningitis tuberculosa und Trauma, Lengericher Handelsdruck 1938
- Die postoperativen Lungenkomplikationen und ihre Behandlung, Enke 1947
- Die Retentio testis, 1973